# Aaron Watson

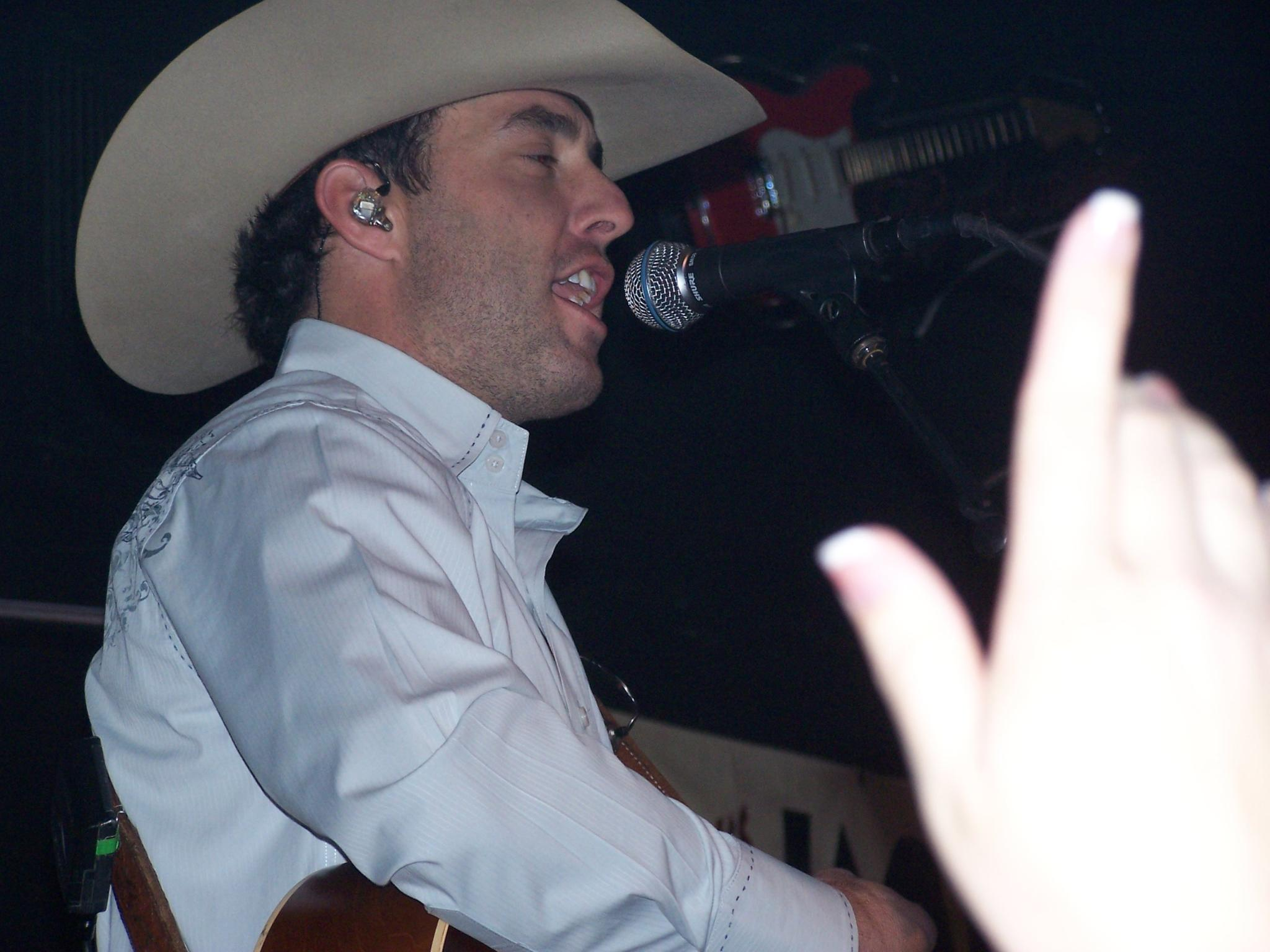
Aaron Watson (2011)

Aaron Watson (* 20. August 1977 in Amarillo, Texas) ist ein US-amerikanischer Sänger der Texas-Country-Szene.

## Biografie
Aaron Watson wurde 1977 in Amarillo im US-Bundesstaat Texas geboren. Seine frühesten Idole waren Countrystars wie Willie Nelson, George Jones oder Merle Haggard. Mit dem Songwriting begann er als Student, bevor er in den späten 90er-Jahren zu seiner ersten, weniger beachteten Veröffentlichung kam. Nach seinen beiden ersten Alben aus den Jahren 1999 und 2001 wurde das im Sommer 2002 herausgebrachte Album Shutupanddance jedoch zu einem Erfolg in der texanischen Countryszene, zudem kamen die Songs erstmals zu großem Airplay. Im Jahr 2004 konnte Watson Willie Nelson für seine Mitarbeit an The Honky Tonk Kid gewinnen. Nach der Veröffentlichung eines Livealbums erreichte Watson zwei Jahre später erstmals die Genrecharts, mit seinem neuen Studioalbum erreichte er Platz 60 der Countrycharts. Zu seinem bis dato größten Erfolg wurde dann im Jahr 2008 Angels & Outlaws, mit dem sich der Sänger zum ersten Mal in seiner Karriere in den Billboard 200 platzieren konnte.
Aaron Watson hat bislang etwa 150.000 Tonträger verkauft (Stand: 2012). Mit seiner Frau Kimberly hat er drei Kinder, ihr viertes Kind verlor das Paar schon kurz nach der Geburt.

## Diskografie

### Alben
| Jahr | Titel                | Höchstplatzierung, Gesamtwochen, AuszeichnungChartplatzierungen (Jahr, Titel, Platzierungen, Wochen, Auszeichnungen, Anmerkungen) | Höchstplatzierung, Gesamtwochen, AuszeichnungChartplatzierungen (Jahr, Titel, Platzierungen, Wochen, Auszeichnungen, Anmerkungen) | Anmerkungen                            |
| Jahr | Titel                | US | Country | Anmerkungen                            |
| ---- | -------------------- | --- | --- | -------------------------------------- |
| 2006 | San Angelo           | — | Country60 (1 Wo.)Country | Erstveröffentlichung: 4. April 2006    |
| 2008 | Angels & Outlaws     | US175 (1 Wo.)US | Country28 (4 Wo.)Country | Erstveröffentlichung: 1. April 2008    |
| 2010 | The Road & the Rodeo | US150 (1 Wo.)US | Country25 (4 Wo.)Country | Erstveröffentlichung: 12. Oktober 2010 |
| 2012 | Real Good Time       | US81 (1 Wo.)US | Country9 (6 Wo.)Country | Erstveröffentlichung: 9. Oktober 2012  |
| 2015 | The Underdog         | US14 (3 Wo.)US | Country1 (13 Wo.)Country | Erstveröffentlichung: 21. Februar 2015 |
| 2017 | Vaquero              | US10 (3 Wo.)US | Country2 (4 Wo.)Country | Erstveröffentlichung: 24. Februar 2017 |
| 2019 | Red Bandana          | US53 (1 Wo.)US | Country7 (1 Wo.)Country | Erstveröffentlichung: 21. Juni 2019    |

Weitere Veröffentlichungen
- 1999: Singer/Songwriter
- 2001: A Texas Café
- 2002: shutupanddance
- 2007: Barbed Wire Halo
- 2018: An Aaron Watson Family Christmas

### Livealben
| Jahr | Titel                                         | Höchstplatzierung, Gesamtwochen, AuszeichnungChartplatzierungen (Jahr, Titel, Platzierungen, Wochen, Auszeichnungen, Anmerkungen) | Höchstplatzierung, Gesamtwochen, AuszeichnungChartplatzierungen (Jahr, Titel, Platzierungen, Wochen, Auszeichnungen, Anmerkungen) | Anmerkungen                              |
| Jahr | Titel                                         | US | Country | Anmerkungen                              |
| ---- | --------------------------------------------- | --- | --- | ---------------------------------------- |
| 2009 | Deep in the Heart of Texas: Aaron Watson Live | — | Country47 (2 Wo.)Country | Erstveröffentlichung: 15. September 2009 |

Weitere Veröffentlichungen
- 2005: Live at the Texas Hall of Fame
- 2018: Live at the World's Biggest Rodeo Show

### Singles
| Jahr | Titel Album            | Höchstplatzierung, Gesamtwochen, AuszeichnungChartplatzierungen (Jahr, Titel, Album, Platzierungen, Wochen, Auszeichnungen, Anmerkungen) | Höchstplatzierung, Gesamtwochen, AuszeichnungChartplatzierungen (Jahr, Titel, Album, Platzierungen, Wochen, Auszeichnungen, Anmerkungen) | Anmerkungen |
| Jahr | Titel Album            | US | Country | Anmerkungen |
| ---- | ---------------------- | --- | --- | ----------- |
| 2014 | That Look The Underdog | — | Country41 (1 Wo.)Country |             |
| 2017 | Outta Style Vaquero    | — | Country24 (29 Wo.)Country |             |

Weitere Veröffentlichungen
- 2004: If You’re Not in Love
- 2006: Heyday Tonight
- 2008: Hearts Are Breaking Across Texas
- 2008: Love Makin’ Song
- 2009: Rollercoaster Ride
- 2009: The Road
- 2010: Walls
- 2011: Best for Last
- 2011: Fast Cars Slow Kisses
- 2012: Leather & Lace (feat. Elizabeth Cook)
- 2012: Raise Your Bottle
- 2013: Summertime Girl
- 2013: July in Cheyenne
- 2013: Lips
- 2015: Getaway Truck
- 2016: Bluebonnets (Julia's Song)
- 2018: Run Wild Horses
- 2019: Kiss That Girl Goodbye
- 2019: Country Radio